# Phonostar
Phonostar (Eigenschreibweise: phonostar) ist ein deutschsprachiges Internetportal und ein gleichnamiger Abspieler für Internetradio verschiedener Audioformate (WMA und MP3). Die 2003 gegründete Gesellschaft startete im selben Jahr mit einem Internetradio-Player, der für die Nutzer sowohl als kostenlose Ausgabe, die durch in der Software eingeblendete Werbung finanziert wird (sog. Adware), als auch als Bezahl-Version (Phonostar-Player Plus) zum Herunterladen bereitsteht. Ab der Version 2.0 ist im Phonostar-Abspieler ein Podcast-Client integriert. Mit mehr als zwei Millionen Nutzern gehört der Phonostar-Abspieler zu den meistgenutzten Abspielsystemen für Internetradio im deutschsprachigen Raum. In die Software integriert ist eine Senderdatenbank mit rund 28.000 Radiosendern aus 120 Ländern.
Ergänzt wird das Softwaresystem um die deutschsprachige Website phonostar.de, auf der sich redaktionell betreute Programmhinweise zu meist deutschsprachigen Radiosendungen, Tipps zu Internetradios sowie Neuigkeiten aus der Radio-Szene finden. Alle vorgestellten Sender können direkt im Phonostar-Abspieler angehört werden.

## Unternehmen
Die phonostar GmbH ist ein Softwareentwicklungs- und Dienstleistungsunternehmen im Bereich Internetradio mit Sitz in Hamburg. Gegründet wurde die Gesellschaft Mitte 2003. Sie stellt Softwaresysteme zur Kundengewinnung und Kundenbindung her und vertreibt diese im B2B-Bereich. Außerdem werden Dienstleistungen rund um die Themen Internetradio und Online-Entertainment angeboten. Mit dem „Imageradio“ Hirsch.FM hat Phonostar 2006 für die Mast-Jägermeister AG ein unternehmenseigenes Internetradio realisiert.
Das Unternehmen liefert ebenfalls die Radiostationsdaten für Fahrzeuginfotainment-Systeme wie z. B. von Volkswagen ab Modelljahr 2016.

## Funktionsweise und Benutzerfunktionen
Der Phonostar-Player ist eine kostenlose Software zum Hören und Aufnehmen von Internetradio. Er wird als Adware eingestuft, weil bei seinem Start zunächst ein kurzes Werbevideo abgespielt wird und die Benutzeroberfläche Werbung anzeigen kann. Das System ist in C++ programmiert und besteht aus verschiedenen Anwendungen und Programmbibliotheken. Der Player greift auf vorhandene Systeme (z. B. Windows Media Player) zu und spielt mehrere Audioformate ab, ohne eine gesonderte Einstellung vorzunehmen. Im Hauptbereich des Phonostar-Players befinden sich Bedienelemente wie Start, Stopp, Aufnahme, Lautstärke und Stummschaltung sowie der Informationsbereich für den abgespielten Radiosender, in dem die Urheberdaten angezeigt werden. Der Nutzer kann neue Sender in die Datenbank einpflegen, empfehlen oder Änderungen mitteilen.
Das Ausziehfenster des Phonostar-Players besteht aus zwei Teilbereichen. Im Optionsbereich finden sich das Suchsystem, Programminformationen, Podcast und weitere individuelle Einstellungsmöglichkeiten (z. B. Sprache). So lassen sich Sender zu einer persönlichen Favoritenliste hinzufügen oder entfernen, zusätzliche Informationen des Radiosenders anzeigen oder der Nutzer gelangt auf die Homepage des jeweiligen Radiosenders. Unter „Topsender“ des Optionsbereiches finden sich die Ranglisten der jeweils 100 meistgehörten Radiosender mit dem Phonostar-Player. Neben der allgemeinen „Top“-Senderliste ist eine Auswahl nach Genre möglich. In der Suchfunktion des Optionsbereiches lassen sich Sender sowohl nach Kriterien wie Genre, Land, Sprache, Sendertyp, Format oder Qualität als auch nach dem Namen suchen.
Die Aufnahmefunktion lässt sich im Optionsbereich individuell einstellen und konfigurieren. Dadurch ist es möglich, beispielsweise Radiosendungen im komprimierten MP3-Format abzuspeichern oder die Aufnahmeaussteuerung anzupassen. Einzelne Sendungen oder wiederkehrende Sendeformate können unter der Timerfunktion hinterlegt werden. Der Timereintrag führt zu einer automatischen Aufnahme der ausgewählten Sendung im eingestellten Format, die dann als Datei auf der Festplatte abgespeichert wird. Der Bereich „Programmtipps“ liefert dem Nutzer eine Übersicht über Sendungen der nächsten drei Tage. Durch Anklicken eines jeweiligen Programmtipps erhält der Nutzer zusätzliche redaktionelle Informationen zur Sendung.
Ab der Version 2.0 gibt es einen Podcast-Client, welcher mit der Website von Phonostar verbunden ist. Über Suchkriterien können redaktionell selektierte Podcasts abonniert und direkt in den Player eingefügt werden. Der Podcast-Client sucht nach dem Einfügen des Abonnements automatisch den neuesten Podcast der jeweiligen Reihe.
Der Phonostar-Player Plus ist die kostenpflichtige Ausführung des Phonostar-Players mit Zusatzfunktionen. Dazu gehören ein WAV-Konverter, der WAV-Dateien in MP3-Dateien umwandelt, eine Schnittfunktion für die Aufnahmen, ein unbegrenzter Podcast-Abonnement-Dienst und die Möglichkeit, mehrere Sendungen gleichzeitig aufzunehmen. Der kostenpflichtige Phonostar-Player ist werbefrei.
Das Geschäftsmodell der phonostar GmbH basiert auf der Lizenzierung der Software für Unternehmenskunden, die den Player im jeweiligen eigenen Design zur Neukundengewinnung und Kundenbindung einsetzen und verbreiten können. Zurzeit lässt sich die grafische Benutzeroberfläche nur in Version 2.x mittels sogenannter Skins über die Rubrik „Skin“ verändern. Skins im Corporate Design von Congstar, Samsung, W&V und weiteren Sponsoren, die auch Nachrichten und Werbung dieser Unternehmen ermöglichen, können von der Phonostar-Website heruntergeladen werden. Darüber hinaus fertigt die phonostar GmbH auch OEM-Versionen des Players für Rundfunkveranstalter an. Diese Versionen werden von ihnen in eigener Regie und Verantwortung vertrieben und haben neben einem angepassten Design (in der Regel nicht wechselbar wie in der Retail-Version) auch funktionale Erweiterungen und Einschränkungen. Der Deutschlandfunk wird auf diese Weise von der phonostar GmbH unterstützt. Der dradio-Recorder ist eine OEM-Version des Phonostar-Players und kann von  heruntergeladen werden. In diesem Programm sind nur die 4 Programme des Deutschlandradio enthalten. Andere Sender können nur über „Sender hinzufügen“ unter Angabe der Stream-Adresse hinzugefügt werden. Im Gegensatz zur Retail-Version kann er als Freeware eingestuft werden, weil der Werbevorspann beim Programmstart entfällt und sich die dargestellten Nachrichten auf Informationen beschränken, die das Radioprogramm inhaltlich begleiten oder ergänzen.
Ab der Version 3.02.9 kann man Aufnahmen in der sogenannten Radio-Cloud vornehmen lassen; das ist zuverlässiger als auf dem eigenen Rechner, der dazu auch nicht eingeschaltet zu sein braucht.

## Webseiten von Phonostar
Die Webseiten der phonostar GmbH stellen ein redaktionelles Informationsportal zum Thema Internetradio dar. Programmhinweise, Sendertipps und Radio-Nachrichten geben einen Überblick über die Vielfalt von Internetradio und informieren durch redaktionelle Beiträge über Hörspiele, Konzerte, Reportagen, Interviews und Radiosendungen und -shows.

## Topliste
Die Top-100-Liste der Internetradios wird auf Basis der mit dem Abspieler erreichten Hörstunden der letzten 30 Tage errechnet. Daher erscheinen in der Liste überwiegend die namhaften Rundfunksender.